# Troglodytes
Troglodytes Vieillot, 1809 è un genere di uccelli appartenente alla famiglia Troglodytidae, cioè gli scriccioli.

## Descrizione
Essi sono lunghi circa 10-12 centimetri; sono principalmente striati di marrone sul dorso e molto più chiari sull'addome, con piccole ali rotonde, zampe forti e coda ordinata.

## Biologia
Come altri scriccioli essi sono elusivi, poiché cacciano insetti e ragni, ma sono facilmente individuabili per i loro canti rumorosi.
Sono uccelli territoriali, ma gli scriccioli veri e propri si radunano in gruppo in alcune cavità per resistere ai climi più freddi per meglio mantenere il calore.

## Distribuzione e habitat
Gli scriccioli Troglodytes sono per la maggior parte trovabili in habitat più freddi rispetto a quelli popolati dai loro simili. La maggior parte delle specie si trova sulle montagne dal Messico fino alla parte più settentrionale del Sud America. Tre specie si trovano a latitudini più temperate: lo scricciolo delle case si trova ampiamente sia nei bassipiani tropicali che in quelli temperati. il resistente scricciolo ha un'ampia distribuzione in Nord America, Europa e Asia ed è l'unico scricciolo di qualsiasi genere che si trovi fuori dal continente americano. Lo scricciolo di Cobb delle isole Falkland è un'altra specie che tollera bene le condizioni più dure.

## Sistematica
I parenti più stretti viventi di questo genere sono probabilmente lo scricciolo delle alture (Thryorchilus browni) e le specie del gruppo Cistothorus piuttosto che quelli del genere Henicorhina come proposto qualche volta.
Qualche specie del genere Troglodytes, come lo scricciolo di Tanner (Troglodytes tanneri), erano precedentemente considerate sottospecie dello scricciolo delle case. Lo scricciolo di Revillagigedo (Troglodytes sissonii), in tempi passati collocato nel genere Thryomanes (scricciolo di Bewick), è in realtà un parente stretto dello scricciolo delle case, come indicato da: comportamento, verso, piumaggio e analisi biogeografiche ed analisi della seconda sub unità della NADH deidrogenasi del DNA mitocondriale.
Lo scricciolo è imparentato meno strettamente con gli altri membri del genere ed è talvolta indicato come membro del gruppo monotipico Nannus . Esso può quindi essere strettamente imparentato con il genere Cistothorus, ma comunque i dati molecolari sono insufficienti per risolvere la questione appropriatamente.
Nonostante l'aiuto dei dati molecolari più recenti la relazione tra le specie non può essere comunque completamente appurata. Sembrano esistere due cladi, uno comprendente il gruppo dello scricciolo delle case e l'altro contenente le specie del Centro e Sud America. La relazione tra lo scricciolo cigliarosse e lo scricciolo golamarrone sono indeterminabili con gli attuali dati molecolari; essi appaiono piuttosto basali e il primo potrebbe essere più vicino allo scricciolo delle case rispetto al secondo. Lo scricciolo di santa Marta è abbastanza enigmatico e poco studiato.

### Specie
Il Congresso Ornitologico Internazionale (settembre 2013) riconosce come valide le seguenti specie:
- Troglodytes troglodytes (Linnaeus, 1758) - scricciolo comune
- Troglodytes hiemalis Vieillot, 1819 -
- Troglodytes pacificus Baird, 1864 -
- Troglodytes tanneri Townsend, 1890 - scricciolo di Tanner
- Troglodytes aedon Vieillot, 1809 - scricciolo delle case
- Troglodytes cobbi Chubb, 1908 - scricciolo di Cobb
- Troglodytes sissonii (Grayson, 1868) - scricciolo di Revillagigedo
- Troglodytes rufociliatus Sharpe, 1882 - scricciolo cigliarosse
- Troglodytes ochraceus Ridgway, 1882 - scricciolo ocraceo
- Troglodytes solstitialis Sclater, 1859 - scricciolo di montagna
- Troglodytes monticola Bangs, 1899 - scricciolo di Santa Marta
- Troglodytes rufulus Cabanis, 1849 - scricciolo dei tepui

## Nella cultura di massa
Date le minuscole dimensioni dell'animale la definizione di scricciolo o scriccioletto indica una persona minuta